# Ulica Jana III Sobieskiego w Iławie

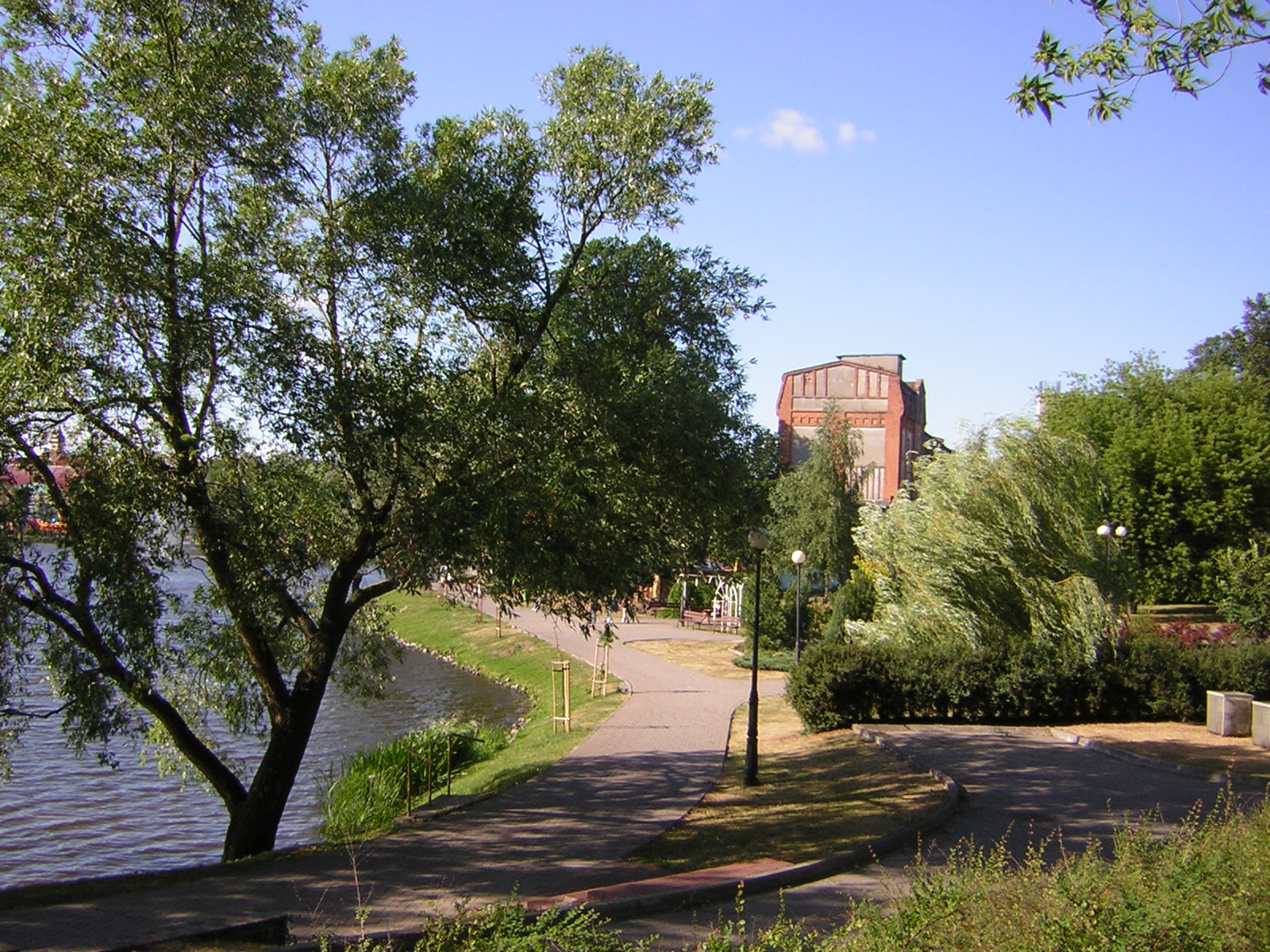
Bulwar Jana Pawła II nad jeziorem Jeziorak, przy ul. Sobieskiego. W tle Młyn Zwillenberg

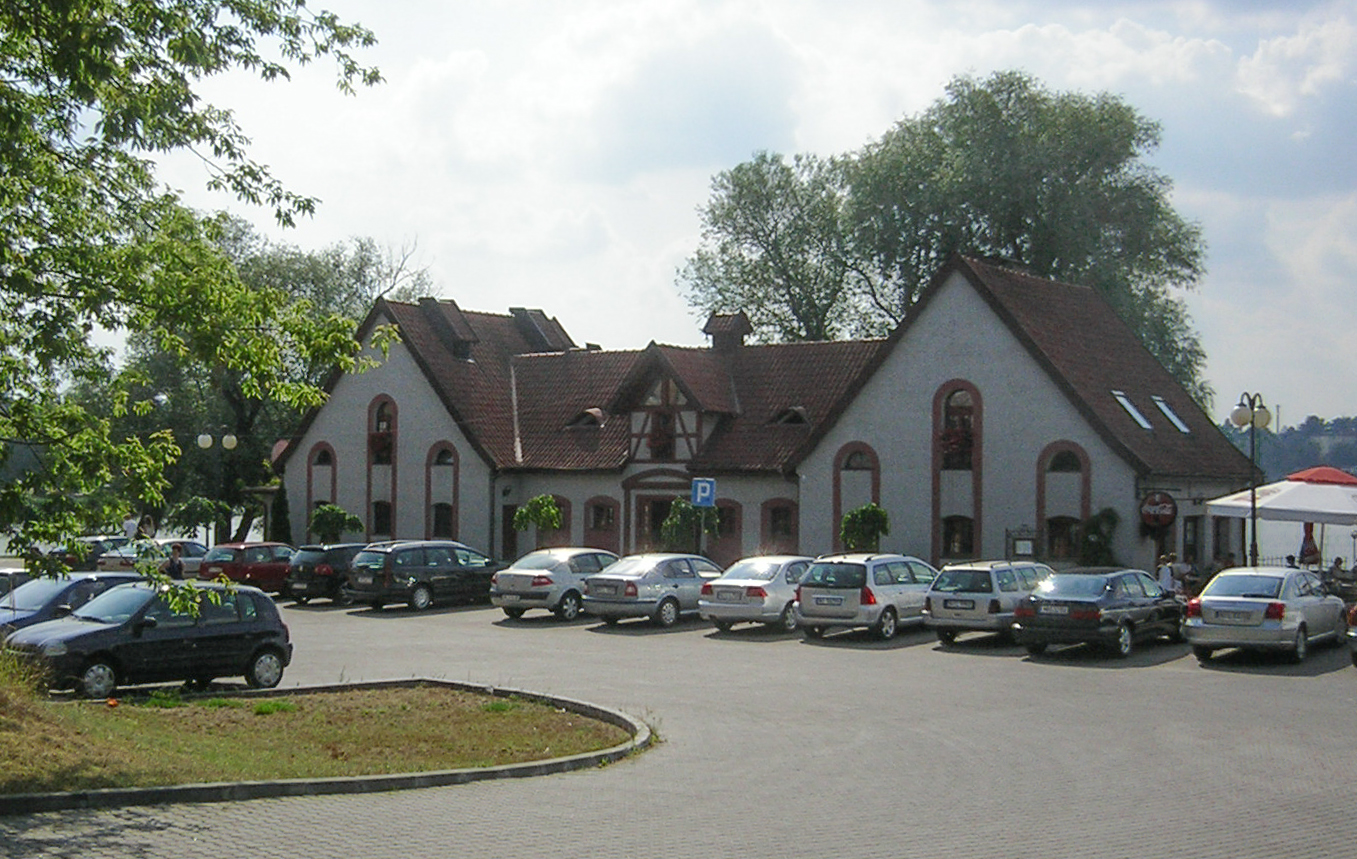
Stajnia-Wozownia w Iławie

Ulica Jana III Sobieskiego jest jedną z głównych ulic Iławy. Biegnie przez Centrum oraz os. Kopernika. Znajduje się przy niej wiele obiektów bankowych, usługowych, handlowych i gastronomicznych. Przed wojną ulica nosiła nazwę Scharnhorst-Straße. W okresie PRL ulica nosiła nazwę Nowotki.

## Obiekty

### Zabytki
- Tawerna Kaper
- Młyn Elektryczny Zwillenberg

### Obiekty i placówki usługowe
Przy ul. Sobieskiego skupiona jest większość banków znajdujących się w Iławie. Znajdują się tu też pizzerie, restauracje i bary, galeria handlowa, dom handlowy, redakcja Gazety Iławskiej, oraz salony sieci komórkowych.

## Komunikacja
Ulicą Sobieskiego biegną trasy 7 linii komunikacyjnych. Są to linie numer:
- 1 - (Cmentarz-Długa)
- 2 - (Ogrody-Długa)
- 3 - (Nowa Wieś-Długa)
- 4 - (Aleja Jana Pawła II-Dworzec Główny)
- 5 - (Sienkiewicza-Długa)
- 7 - (Nowa Wieś-Nowa Wieś)
- 8 - (Radomek-Długa)